# ESPN NBA 2Night
ESPN NBA 2Night est un jeu vidéo de basket-ball développé et édité par Konami, sorti en 2000 sur Dreamcast et PlayStation 2.
Il a pour suite ESPN NBA 2Night 2002.

## Accueil
- Jeuxvideo.com : 13/20[1]